# Mirage (chanson)
Pour les articles homonymes, voir Mirage (homonymie).
Singles de AAA
Red Soul
(2007) Beyond ~ Karada no Kanata
(2008)
Mirage est le 17esingle du groupe AAA sorti sous le label Avex Trax le 9 janvier 2008 au Japon. Il atteint la 1re place du classement de l'Oricon. Il se vend à 25 333 exemplaires la première semaine et reste classé 5 semaines, pour un total de 32 695 exemplaires vendus. Il sort en format CD, CD+DVD et CD Extra (contient une interview des membres mais avec la piste 3 en moins).
Mirage est présente sur la compilation Attack All Around et sur l'album remix AAA Remix ~non-stop all singles~.

## Liste des titres
| 1. | Mirage                                                      | FLAT5th Rico | Yoshiaki Watanuki      | 3:14 |
| 2. | Love Candle                                                 | Jam          | Hibino Hiroshi         | 4:08 |
| 3. | SUNSHINE (Live in Budokan 2007.9.22) (version CD seulement) | Delicatessen | Hyoutan (Delicatessen) | 4:41 |
| 4. | Mirage (instrumental)                                       | FLAT5th Rico | Yoshiaki Watanuki      | 3:14 |
| 5. | Love Candle (instrumental)                                  | Jam          | Hibino Hiroshi         | 4:03 |

| 1. | Mirage |  |